# Bai Hu
Bai Hu, Biały Tygrys (chiń. 白虎, pinyin: Bái Hǔ, jap. Byakko) – stworzenie z mitologii chińskiej, jeden z czterech Strażników Nieba. Przedstawiany w postaci białego tygrysa. Pełna nazwa w przekładzie oznacza „Biały Tygrys Zachodu” (西方白虎), przypisuje mu się władzę nad Zachodem (w sensie strony świata) oraz jesienią.
Biały Tygrys jest również gwiazdozbiorem i to nie tylko w chińskiej, lecz także w japońskiej oraz koreańskiej kartografii. W języku japońskim Biały Tygrys nazywany jest Byakko, a jego rysunki można znaleźć w mandze i anime. W języku koreańskim nosi imię Baekho (백호).

## Siedem Pałaców Białego Tygrysa
Do Białego Tygrysa należy 7 „pałaców”, czyli chińskich gwiazdozbiorów, podobnie jak do każdego z czterech Strażników Nieba. Są nimi:
- Nogi (chiń. 奎; pinyin Kuí)
- Spojenie (chiń. 婁; pinyin Lóu)
- Brzuch (chiń. 胃; pinyin Wèi)
- Włochata Głowa (chiń. 昴; pinyin Mǎo)
- Sieć (chiń. 畢; pinyin Bì)
- Żółwi Nos (chiń. 觜; pinyin Zuǐ)
- Trzy Gwiazdy (chiń. 參; pinyin Cān)

## Pochodzenie
Za panowania dynastii Han lud wierzył, iż tygrys jest królem wszystkich bestii. Legenda mówi, że gdy tygrys osiągnie wiek 500 lat, jego ogon stanie się biały. W takim przypadku, biały tygrys stanie się jednym z rodzajów mitycznych stworzeń. Powiada się, że Biały Tygrys pojawia się jedynie wtedy, gdy cesarz Chin zapanuje już również w świecie duchowym, lub jeśli na całym świecie zapanuje pokój. Ponieważ w kulturze chińskiej kolor biały wiąże się z Zachodem, Biały Tygrys został Strażnikiem Zachodu.